# Friedrich von Klopmann
Freiherr Friedrich Siegmund von Klopmann (* 7. Mai 1787 auf Susseyhof; † 8. Januarjul. / 20. Januar 1856greg. in Mitau) aus dem Adelsgeschlecht derer von Klopmann war ein kurländischer Landesbeamter, Autor und Genealoge.

## Werke
- Kurländische Güterchroniken. Bd. 1, Mitau 1856 (Volltext); Bd. 2, Mitau 1894 (Volltext)